# هربستر (ویسکانسین)
هربستر (به انگلیسی: Herbster) یک منطقهٔ مسکونی در ایالات متحده آمریکا است که در ویسکانسین واقع شده‌است. هربستر ۱۰۴ نفر جمعیت دارد و ۱۸۹٫۸۹ متر بالاتر از سطح دریا واقع شده‌است.